# Tjepke Mulier
Tjepke Mulier (Bolsward, 22 september 1815 - Haarlem, 24 februari 1883) was een Nederlands bestuurder.

## Biografie
Mulier was een zoon van Pieter Mulier (1783-1866) en Margaretha Haitsma (1790-1819). Tjepke was een telg uit het geslacht Mulier, van oorsprong uitgeweken hugenoten uit het noorden van Frankrijk. Door hun betrekkingen met de familie De With verkregen leden van de familie Mulier aanzienlijke ambten in Friesland. Tjepkes vader Pieter was naast belastingontvanger in Dantumadeel en Tytjerksteradiel ook lid van Gedeputeerde Staten van Friesland. De familie had ook een kapitaal verworven door pachtinkomsten van landerijen. Tjepke schreef zich in 1834 in als rechtenstudent aan Rijksathenaeum te Franeker waarna hij in 1835 rechten ging studeren aan de universiteit van Leiden. Hij promoveerde in 1840 bij professor Johan Rudolph Thorbecke. Vervolgens maakte hij een grand tour door Italië. In 1841 werd hij geïmmatriculeerd als advocaat te Bolsward. Daarnaast was hij kapitein bij de schutterij van Leeuwarden.
Mulier had een bedenkelijke reputatie die gekenmerkt werd door grootspraak, rokkenjagen en alcoholisme. Zijn imago stond zijn streven om grietman te worden meermaals in de weg. In 1846 slaagde hij er niet in om grietman van Hennaarderadeel te worden. In 1848 oordeelde gouverneur Maurits Pico Diederik van Sytzama dat Mulier ongeschikt was voor het grietmanschap van Franekeradeel. Mulier wendde zich tot koning Willem II, maar ook zijn aanbeveling mocht niet baten. In 1848 dong Mulier eveneens mee naar het grietmanschap van Baarderadeel. Ook voor dit ambt werd Mulier omwille van zijn levenswijze door gouverneur Jan Ernst van Panhuys gepasseerd. Echter installeerde dezelfde Van Panhuys hem wel als grietman van Wonseradeel in 1850, mogelijk na tussenkomst van zijn vroegere leermeester Thorbecke. In 1851 kocht hij de Aylva State te Witmarsum om het gebouw in 1862 met twee vleugels uit te breiden.
Gedurende zijn ambtsperiode als grietman en later burgemeester van Wonseradeel kreeg Mulier regelmatig met kritiek te maken. Ook zijn pogingen vanaf 1865 om lid van de Provinciale Staten te worden slaagden niet. In 1866 kreeg Mulier eervol ontslag en verhuisde hij met zijn gezin naar Haarlem. Hier betrok hij het Huis Barnaart aan de Nieuwe Gracht. In Haarlem bewoog Mulier zich tussen de elite en legde hij zich toe op de jacht en sporten. Zo richtte hij in 1869 de IJsclub Haarlem op. Mulier overleed in 1883 op 67-jarige leeftijd.

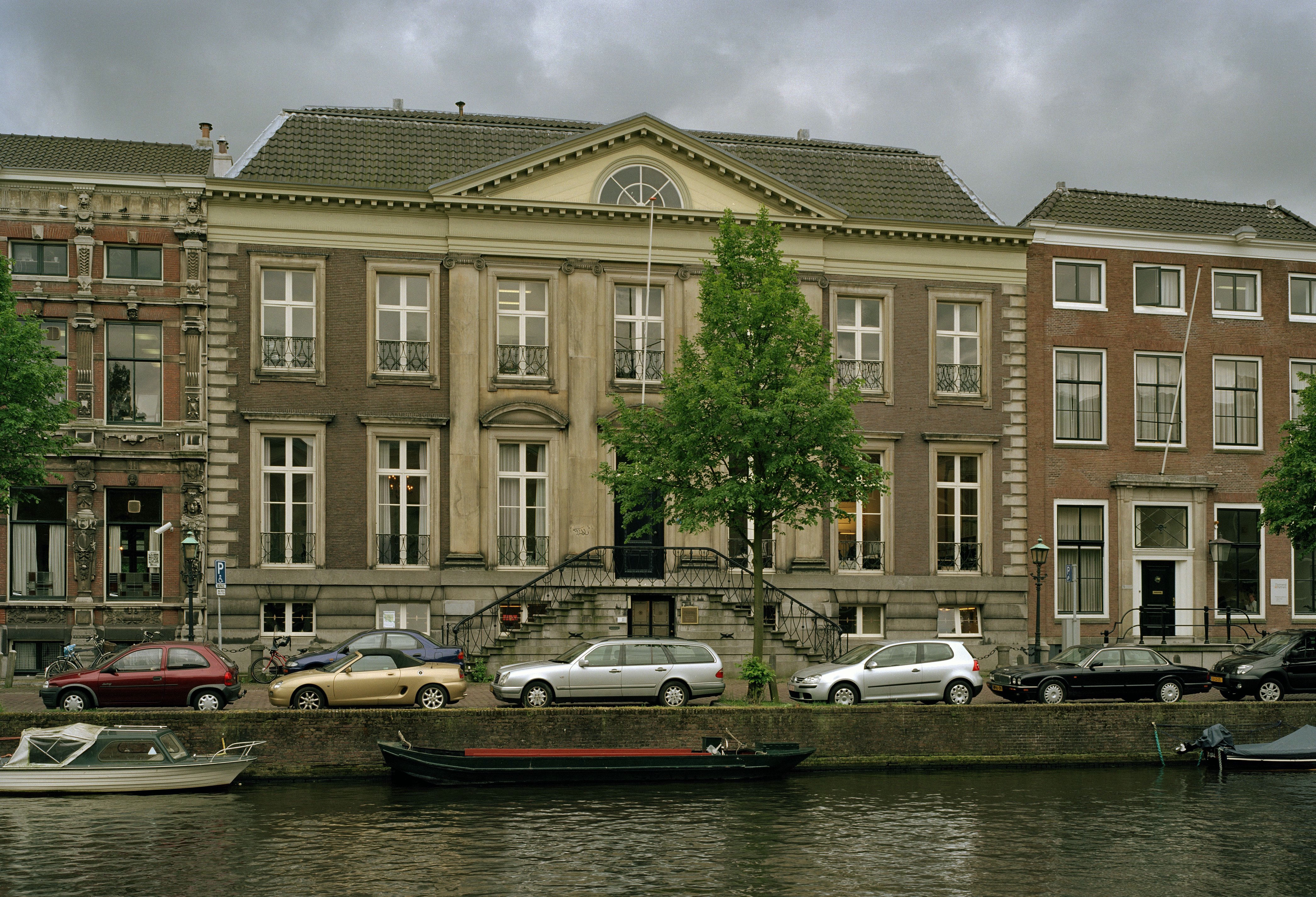
Het Huis Barnaart in Haarlem.

## Huwelijk en kinderen
Mulier trouwde in 1840 te Franeker met Sydske Banga (1815-1843), dochter van dr. Jelle Banga, "vroedmeester" en burgemeester van Franeker, en Teatske van der Kooi. Na haar overlijden hertrouwde Mulier in 1852 te Leeuwarden met Roelina Johanna Albarda (1822-1898), dochter van advocaat Binse Albarda en Eldina Alegonda Asselina Geertsema. Met haar kreeg hij vijf kinderen van wie drie de volwassen leeftijd bereikten:
- Pieter Mulier (1853-1901), kunstschilder.
- Eldina Alegonda Binsina Mulier (1855-1941), trouwde met Samuel John van Limburg Stirum, legerofficier en directeur van de Haarlemse gasfabriek.
- Willem Johan Herman (Pim) Mulier (1865-1954), pionier op het gebied van de moderne sport in Nederland. Hij trouwde met Maria Louisa Haitsma Mulier, een dochter van Frederik Gerrit Nicolaas Haitsma Mulier en Goverta Teding van Berkhout.

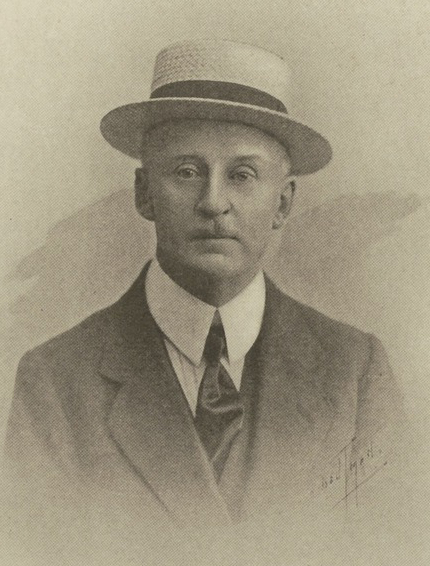
Willem Johan Herman (Pim) Mulier.